# Массаве, Исаак Амани
Исаак Амани Массаве (англ. Isaac Amani Massawe, 10 июня 1951 года, Манго, Танзания) — католический прелат, седьмой епископ Моши с 21 ноября 2007 года по 27 декабря 2017 года, четвёртый архиепископ Аруши с 27 декабря 2017 года.

## Биография
Родился в 1951 году в населённом пункте Манго, Танзания. Обучался в малой семинарии святого Иакова в Моши (1966—1969). С 1970 по 1972 года изучал философию в семинарии Нтунгамо епархии Букобы и с 1972 по 1975 года — богословие в главной семинарии архиепархии Таборы. 29 июня 1975 года был рукоположён в священники для служения в епархии Моши. Служил викарием в приходе в Наруму (1975—1976), Моши (1976—1979). С 1986 по 1989 год — преподаватель и проректор малой семинарии святого Иакова в Моши.
С 1990 года обучался в Уэльском университете штата Огайо, который окончил в 2003 году. В течение нескольких лет служил в различных католических приходах в США, затем возвратился на родину. С 2003 года служил викарием в соборе Христа Царя в городе Моши. С 1999 по 2004 года — капеллан и форматор редемптористов.
21 ноября 2007 года римский папа Бенедикт XVI назначил его епископом Моши. 22 февраля 2008 года состоялось его рукоположение в епископы, которое совершил архиепископ Дар-эс-Салама кардинал Поликарп Пенго в сослужении с архиепископом Аруши Джосафатом Луисом Лебулу и епископом Моши Амедеуса Мсарикие.
27 декабря 2017 года римский папа Франциск назначил его архиепископом Аруши.